# (5698) Nolde
Pour les articles homonymes, voir Nolde.
(5698) Nolde est un astéroïde de la ceinture principale.
Il tire son nom d'Emil Nolde, peintre expressionniste et aquarelliste allemand.

## Description
(5698) Nolde est un astéroïde de la ceinture principale. Il fut découvert le 26 mars 1971 à l'observatoire Palomar par Cornelis Johannes van Houten, Ingrid van Houten-Groeneveld et Tom Gehrels. Il présente une orbite caractérisée par un demi-grand axe de 3,12 UA, une excentricité de 0,11 et une inclinaison de 1,6° par rapport à l'écliptique.

## Compléments